# Paul-Georges Ntep
Paul-Georges Ntep de Madiba (Douala, 1992. július 29. –) kameruni származású francia labdarúgó a német Wolfsburg játékosa, de kölcsönben a Saint-Étienne csapatában szerepel.